# 安雅·菲希特尔
安雅·菲希特尔（德語：Anja Fichtel，1968年8月17日—），德国女子击剑运动员。她曾代表西德和德国参加1988年、1992年和1996年夏季奥林匹克运动会击剑比赛，获得二枚金牌、一枚银牌和一枚铜牌。